# Krefelder Schachklub Turm 1851
Der Krefelder Schachklub Turm 1851 e. V. gehört zu den ältesten und größten deutschen Schachvereinen. Seine Gründung im Jahre 1851 erfolgte anlässlich des Sieges von Adolf Anderssen im internationalen Turnier in London. Der Verein richtete zahlreiche internationale Turniere, Deutsche Meisterschaften und Länderspiele aus. Größter Erfolg der Herren war der 4. Platz bei der Deutschen Mannschaftsmeisterschaft 1938. Nach Einrichtung einer Damen-Bundesliga konnte der Verein eine Vizemeisterschaft (1991) sowie die Pokalsiege 1996 und 1997 für sich verbuchen. Momentan spielt die erste Frauenmannschaft in der zweiten Bundesliga. 1985 wurde dem Verein seitens der Stadt Krefeld ein Vereinsheim zur Verfügung gestellt, das von Großmeister John Nunn (GB) als das beste der westlichen Hemisphäre bezeichnet wurde. Der Verein hat derzeit 181 Mitglieder (Stand: April 2024)
und nimmt mit zahlreichen Mannschaften am Spielbetrieb der Ligen teil.

## Erfolge
- 1938 belegten die Herren den 4. Platz bei der Deutschen Mannschaftsmeisterschaft.
- 1983 belegte Renate Schmidt den 7. Platz bei der ersten Mädchenweltmeisterschaft.
- 1985 wird Renate Schmidt Deutsche Mädchenmeisterin.
- 1991 schafft es Anke Koglin, Deutsche Damenmeisterin zu werden.
- 1992 konnte sich die Frauenmannschaft die Vizemeisterschaft im Blitzschach sichern.
- 1994 gewinnt Ekaterina Borulya die Offene Deutsche Damenmeisterschaft.
- 1996 Die Frauenmannschaft vom Krefelder Schachklub gewinnt die Deutsche Pokalmeisterschaft.
- 1997 Der Titel des Frauenteams kann erfolgreich verteidigt werden.